# Йозеф Несвадба
Йозеф Несвадба (чеськ. Josef Nesvadba, 19 червня 1926, Прага — 26 квітня 2005, Прага) — чеський письменник-фантаст, перекладач і лікар-психіатр. За оцінками читачів є одним із найпопулярніших чеських письменників-фантастів кінця ХХ століття, та одним із чеських письменників, які найбільше перекладалися іноземними мовами.

## Біографія
Йозеф Несвадба народився у Празі у сім'ї викладачів. Після здобуття середньої освіти він вступив на медичний факультет Карлового університету. під час навчання він познайомився та подружився з іншим майбутнім письменником Людвіком Соучеком. Після закінчення навчання він отримав диплом за спеціальністю «лікар-психіатр» та «філософ», та два роки проходив інтернатуру в місті Тепліце. З 1952 року Несвадба працював військовим лікарем у повітряних силах Чехословацької народної армії, за кілька років розпочав працювати лікарем-психіатром у одній із поліклінік Праги. 1967 року Йозеф Несвадба розпочав приватний прийом як лікар-психотерапевт в університетській клініці в Празі, ставши піонером групової психотерапії в Чехословаччині. Після Празької весни Несвадба на деякий час емігрував із країни, жив у Австрії, у США, деякий час подорожував азійськими країнами. За кілька років він повернувся до Праги, де продовжував займатися своєю лікарською практикою, паралельно активно займаючись і літературною діяльністю. Лікарською діяльністю Несвадба займався до 1992 року, пізніше відійшов як від яктивної практики, так і від літературної діяльності. Помер Йозеф Несвадба 26 квітня 2005 року в Празі.

## Літературна діяльність
Літературну діяльність Йозеф Несвадба розпочав ще під час навчання в університеті, коли опублікував переклади англійської поезії. З кінця 40-х років ХХ століття він написав також кілька театральних п'єс, а також сценарій радіовистави за романом Жуля Верна «Навколо світу за вісімдесят днів». за кілька років письменник розпочав писати науково-фантастичні твори, й у 1958 році вийшла перша його збірка фантастичних творів «Смерть Тарзана» (чеськ. Tarzanova smrt). у 1960 році виходить друга збірка письменника «Ейнштейнів мозок» (чеськ. Einsteinuv mozek). 1964 року виходить перший роман Несвадби «Діалог з доктором Донгом» (чеськ. Dialog s doctorem Dongem), який не належить до фантастичних творів, а є пригодницьким романом, навіяним перебуванням автора у В'єтнамі. У 60-х роках ХХ століття виходить ще кілька збірок фантастичних творів письменника, зокрема «Подорож у зворотному напрямку» (чеськ. Výprava opačným směrem), «Злощасний винахід» (чеськ. Vynález proti sobě), «Остання пригода капітана Немо» (чеськ. Poslední dobrodružství kapitána Nema). Після повернення з еміграції Несвадба практично припинив писати оповідання, та писав суто фантастичні романи. Романи Несвадби відрізняються докладним описом психології персонажів, їх внутрішнього світу та реакції на зовнішній світ, зачіпаючи злободенні суспільні та філософські проблеми. 1971 року виходить друком його роман «Як перехитрити смерть» (чеськ. Jak předstírat smrt), у 1974 році роман «Помилки Еріка Н.» (чеськ. Bludy Erica N.). 1978 року виходить друком документально-реалістичний роман письменника «Секретна доповідь з Праги» (чеськ. Tajná zpráva z Prahy), який вважається одним із кращих творів про Празьку весну. у 1986 році Йозеф Несвадба опублікував роман «Шукаю чоловіка для заміжжя» (чеськ. Hledám za manžela muže), у якому фантастика поєднана з елементами еротики. 2002 року виходить друком останній роман письменника «Пекло Бенеша» (чеськ. Peklo Beneš), який написаний у жанрі альтернативної історії, в якому описується альтернативний варіант історії, в якому не відбулась Мюнхенська угода. Також Йозеф Несвадба є автором сценаріїв до низки кінофільмів, зокрема «Ксантиппа і Сократ», «Ідіот з Ксенемюнде», «Втрачене обличчя», «Таємниця Золотого Будди».
Йозеф Несвадба не тільки сам писав літературні твори, а й був організатором літературного об'єднання письменників-фантастів, до якого також входили Людвік Соучек, Ярослав Зика та ряд інших чехословацьких письменників-фантастів.
Йозеф Несвадба за свої літературні досягнення неодноразово відзначався чехословацькими та міжнародними літературними нагородами. Він був президентом чеської секції Світової Організації Наукової Фантастики, та двічі отримав нагороди цієї організації. 1983 року він удостоєний звання «Заслужений митець Чехословаччини». 1995 року він здобув спеціальну премію чеської Академії НФ, фентезі і горору за багатолітню літературний внесок на ниві фантастики.
За оцінками читачів, Йозеф Несвадба займає друге місце за популярністю серед усіх чеських письменників-фантастів, перше місце зайняв Людвік Соучек, третє Ярослав Вайс.

## Переклади
Йозеф Несвадба є одним із найпопулярніших чеських письменників-фантастів за кордоном, його твори перекладались англійською, німецькою, іспанською, російською, болгарською, румунською, естонською, литовською, латиською та українською мовами.

## Особисте життя
Йозеф Несвадба був одружений, його дочка Бара Несвабдова є чеською письменницею і журналісткою.

## Вибрана бібліографія

### Романи
- Діалог з доктором Донгом (чеськ. Dialog s doctorem Dongem, 1964)
- Як перехитрити смерть (чеськ. Jak předstírat smrt, 1971)
- Помилки Еріка Н. (чеськ. Bludy Erica N., 1974)
- Секретна доповідь з Праги (чеськ. Tajná zpráva z Prahy, 1978)
- Шукаю чоловіка для заміжжя (чеськ. Hledám za manžela muže, 1986)
- Пекло Бенеша (чеськ. Peklo Beneš, 2002)

### Збірки
- Смерть Тарзана (чеськ. Tarzanova smrt, 1958)
- Ейнштейнів мозок (чеськ. Einsteinuv mozek, 1960)
- Подорож у зворотному напрямку (чеськ. Výprava opačným směrem, 1962)
- Злощасний винахід (чеськ. Vynález proti sobě, 1964)
- Остання пригода капітана Немо (чеськ. Poslední dobrodružství kapitána Nema, 1966)
- Три пригоди (чеськ. Tři dobrodružství, 1972)
- Водійські права батьків (чеськ. Řidičský průkaz rodičů, 1979)
- Мінехава друга (чеськ. Minehava podruhé, 1981)
- Ідіот з Ксенемюнде/Еросомія (чеськ. Blbec z Xenemünde/Erosomy, 2001)